# Високе (Полтавський район)
Висо́ке —  село в Україні, у Зіньківській міській громаді Полтавського району Полтавської області. Населення становить 501 особа. Колишній центр Високівської сільської ради.

## Географія
Село Високе знаходиться на відстані 3 км від сіл Чорняки та Тепле (Миргородський район). По селу протікає пересихаючий струмок з загатою.

## Населення

### Мова
Розподіл населення за рідною мовою за даними перепису 2001 року:
| Мова       | Кількість | Відсоток |
| ---------- | --------- | -------- |
| українська | 486       | 97.01%   |
| російська  | 14        | 2.79%    |
| білоруська | 1         | 0.20%    |
| Усього     | 501       | 100%     |

## Історія
Засноване як село Меркурівка, потім перейменоване в село Янівщина.
1859 року у козацькому хуторі Височеві налічувалось 3 двори, мешкало 21 осіб (10 чоловічої статі та 11 — жіночої).
12 червня 2020 року, відповідно до розпорядження Кабінету Міністрів України № 721-р «Про визначення адміністративних центрів та затвердження територій територіальних громад Полтавської області», село увійшло до складу Зіньківської міської громади.
19 липня 2020 року, в результаті адміністративно - територіальної реформи та ліквідації Зіньківського району, село увійшло до складу новоутвореного Полтавського району Полтавської області.

## Економіка
- Птахо-товарна ферма.
- ПП «Високе».

## Об'єкти соціальної сфери
- Клуб.